# 서울특별시교육청학생체육관
서울특별시교육청학생체육관(Seoul Student Gymnasium)은 학생과 시민의 스포츠와 문화 활동 지원을 위해 목적으로 만들어진 서울특별시교육청 산하기관이다.

## 조직
- 관장

| - 행정지원과 | - 교육지원과 | - 학생수영장(잠실) | - 강서분관 |